# Naknek (Alasca)
Naknek é uma Região censo-designada localizada no estado americano de Alasca, no Distrito de Bristol Bay. A cidade foi fundada em 1821.

## Demografia
Segundo o censo americano de 2000, a sua população era de 678 habitantes.

## Geografia
De acordo com o United States Census Bureau, a localidade tem uma área de 219,8 km², dos quais 218,0 km² cobertos por terra e 1,8 km² cobertos por água.

## Localidades na vizinhança
O diagrama seguinte representa as localidades num raio de 64 km ao redor de Naknek.